# اورشلیم شمارش معکوس
شمارش معکوس: اورشلیم (به انگلیسی: Countdown: Jerusalem) (معروف به شمارش معکوس: آرماگدون) یک فیلم علمی-تخیلی و دلهره‌آور آمریکایی محصول سال ۲۰۰۹ که مستقیماً به صورت ویدئویی منتشر شد. این فیلم نقدهای منفی را از منقدین و مخاطبان دریافت کرد.
این فیلم در مورد هفت نشانه آخرالزمان صحبت می‌کند که در این مورد توسط یک فرقه ایجاد شده است که هدف آن بردن شرکت به آستانه یک جنگ جهانی است.

## داستان
روزنامه‌نگاری به دنبال دخترش می‌گردد در حالی که مجموعه‌ای از بلایای فاجعه‌بار جامعه‌ای بی‌ثبات را به سمت آستانه جنگ جهانی سوق می‌دهد.

## کتاب
اورشلیم شمارش معکوس: هشدار جهانی (به انگلیسی: Jerusalem Countdown: A Warning to the World) کتابی محصول سال ۲۰۰۶ به نویسندگی جان هاگ کشیش آمریکایی است در مورد تفسیری از کتاب مقدس که پیش‌بینی می‌کند روسیه و کشورهای اسلامی به اسرائیل حمله خواهند کرد.